# Toxicology Letters
Toxicology Letters è una rivista scientifica sottoposta a revisione paritaria che garantisce la pubblicazione rapida di brevi relazioni su tutti gli aspetti della tossicologia, in particolare i meccanismi di azione della tossicità. Toxicology Letters è la rivista ufficiale di Eurotox (Eurotox è una società ai sensi dell'art. 60 e segg. del Codice civile svizzero. La sede legale di Eurotox è a Basilea).
I caporedattori sono Wolfgang Dekant (Julius-Maximilians-Universität Würzburg, Germania), Scott Garrett (Università del Nord Dakota) e Yunbo Li (Edward Via College of Osteopathic Medicine, Virginia). James P. Kehrer è redattore emerito (Washington State University, USA, in pensione).
Secondo il Journal Citation Reports, nel 2020 Toxicology Letters ha ricevuto un fattore di impatto pari a 4,372. Al 2025 l'indice H è stato pari a 163.